# Psacadopaepale
Psacadopaepale là chi thực vật có hoa trong họ Acanthaceae.